# Anders Colldén
Anders Colldén, född 6 mars 1943, död 26 november 2018, var en svensk dirigent och kyrkomusiker.
Anders Colldén var utbildad vid Stockholms universitet och Kungliga Musikhögskolan i Stockholm. Han avlade kyrkomusikerexamen 1980 efter att först ha tagit en fil kand i matematik, numerisk analys och musikvetenskap. 1982 tillträdde han som organist i Oscars församling med tjänstgöring som kantor i Oscarskyrkan efter att ha varit musiker i Ängbykyrkan i Bromma församling i tio år. Colldén har haft en central ställning i Sveriges körliv dels som vice ordförande i Föreningen Sveriges Körledare, dels som riksförbundsdirigent i Sveriges Körförbund. Han var lärare vid Kungliga Musikhögskolan i Stockholm där han undervisat många årgångar kyrkomusiker och musiklärare i kördirigering. 1967–1987 var han dirigent för Kongl. Teknologkören. I Bromma och Oscars församlingar ledde han en stor mängd ensembler av olika slag.
Colldén ägnade sig åt forskning kring kvinnliga tonsättare, bland andra Laura Netzel, Alice Tegnér, Elfrida Andrée, Amanda Maier, Valborg Aulin, Fanny Mendelssohn och Helena Munktell.